# Secernentea
Secernentele (Secernentea sau Phasmidea) sunt o clasă de viermi nematozi, cu specii libere care trăiesc în sol, saprozoice și cu multe specii parazite ale plantelor și animalelor nevertebrate și vertebrate, inclusiv a omului. 
Sunt caracterizate prin prezența fasmidelor și amfidelor. Amfidele, se deschid în exterior prin pori, și se găsesc de obicei în zona labială. Organele senzoriale cefalice au în general un aspect papiliform și foarte rar setiform. Setele sau papile sunt absente la femele. Glandele caudale și hipodermale, precum și papilele și perii somatici lipsesc. Masculii au un singur testicul. Aripile caudale (sau bursa copulatoare), în general, este prezentă la masculi. Sistemul excretor este constituit din canale laterale, cu un tub terminal acoperit de cuticulă. Celulele epidermale sunt uni- sau multinucleate. Cuticula este formată din 2-4 straturi. Glandele adezive caudale sunt absente .